# 潘秋希內
49°44′56″N 39°26′42″E / 49.74889°N 39.44500°E

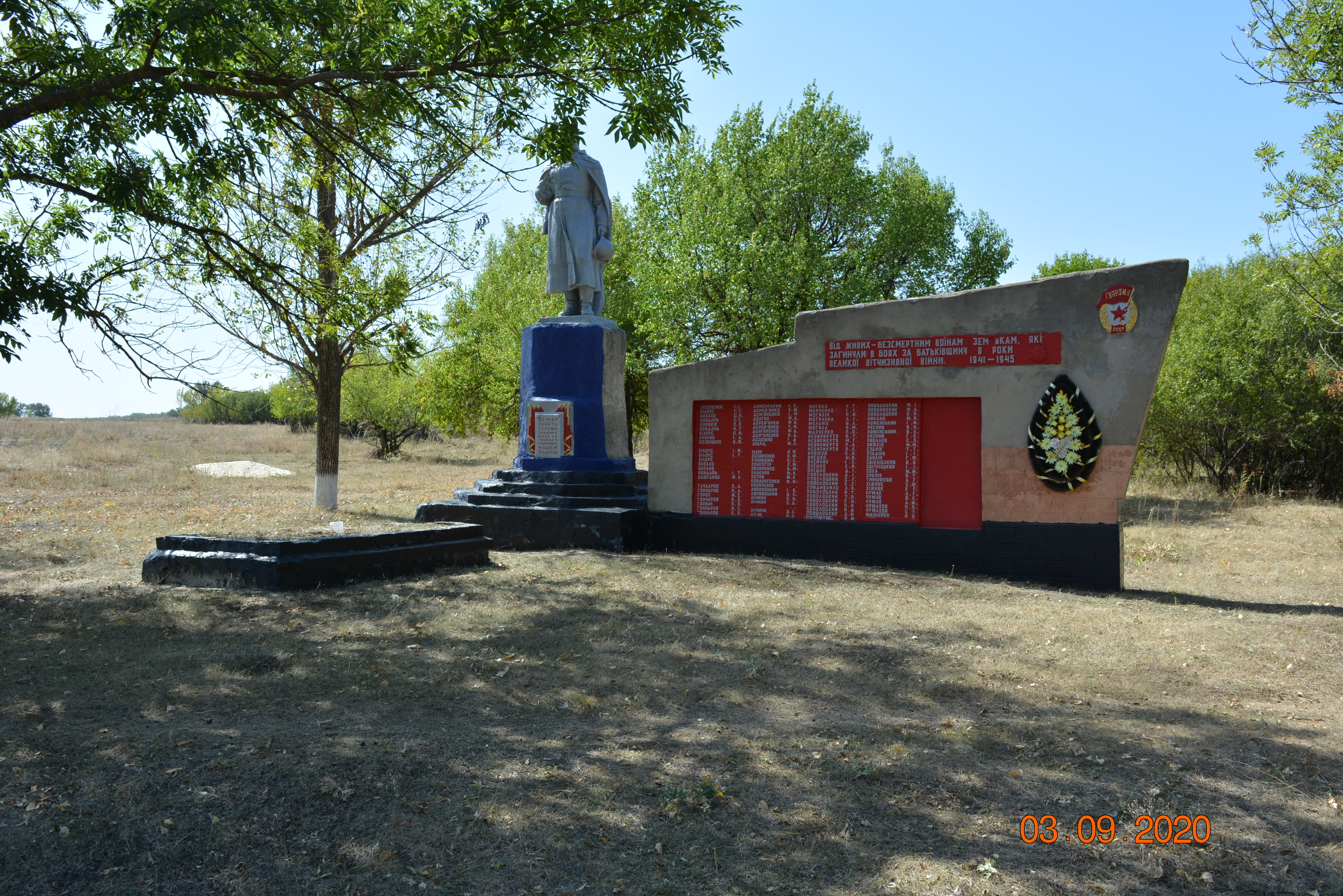
烈士纪念碑

潘秋希內（烏克蘭語：Пантюшине）是位於烏克蘭東部的村莊，由盧甘斯克州舊比利斯克區的新普斯科夫市鎮負責管轄。該村面積2.4平方公里，海拔高度141米，2001年人口146，人口密度每平方公里60.8人。
2024年9月19日，乌克兰最高拉达将此村的乌克兰语名改为现名。